# Holger Danske

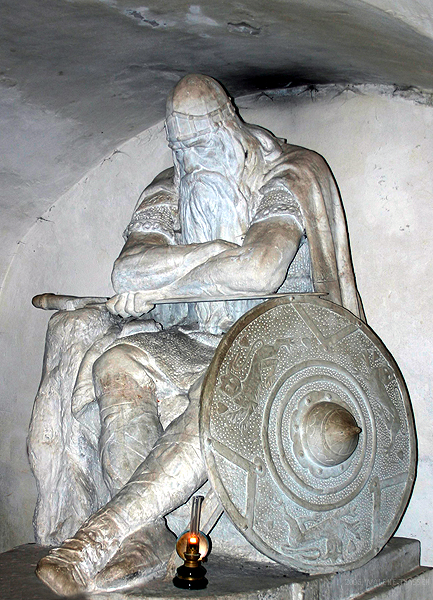
H. P. Pedersen-Dans Holger Danske. Statue im Schloss Kronborg, Dänemark

Holger Danske (Holger, der Däne) ist ein dänischer Sagenheld, der zuerst im altfranzösischen Chanson de geste Erwähnung fand.

## Hintergrund
Um 800, als das Reich Karls des Großen seine Blüte erreicht hatte, führte der dänische König Gudfred oder Godfrid einen langjährigen erfolgreichen Krieg gegen die fränkische Expansion nach Friesland und Schleswig. Nach langen Fehden wurde zwischen beiden Herrschern Frieden geschlossen.
Nach der Legende war Holger der Sohn Gudfreds. In einer Überlieferung hatte er einen Sohn, welcher von Karl dem Jüngeren, dem Sohn Karls des Großen, erschlagen wurde. Holger sann auf Rache, stellte Charlot nach, erschlug ihn und schaffte es beinahe, Karl den Großen selbst zu töten. Er widerstand Karl dem Großen über sieben Jahre und schloss dann mit ihm Frieden, um an seiner Seite gegen die Sarazenen ins Feld zu ziehen, wo er in der Schlacht den Riesen Brehus erschlug.
Wie Friedrich Barbarossa und König Arthur sollte Holger nach einer dänischen Legende wiederkehren; er wohne im Schloss Kronborg, sein Bart wachse herunter bis zum Boden und er schlafe dort bis zu dem Tag, da Dänemark höchste Gefahr drohe. Zu jener Zeit werde er aufstehen und die Nation in die Freiheit führen. Nach einer anderen Legende sitzt der König auf dem Höljer Danskes, einem Hügel der Rönneberga backär in Schonen.

## Rezeption
- Holger, dessen Name in den unterschiedlichsten Formen überliefert ist, stellt als Hogier den Pikbuben im französischen Kartenspielblatt dar.
- Nach einem Libretto von Jens Immanuel Baggesen komponierte Friedrich Ludwig Æmilius Kunzen die erste dänische Oper „Holger Danske“, die 1789 uraufgeführt wurde.
- Hans Christian Andersen widmete Holger Danske eines seiner  Märchen.
- Eine im April 1943 gegründete Widerstandsgruppe während der deutschen Besetzung Dänemarks nannte sich Holger Danske.[1]
- Poul Andersons Fantasyroman Three Hearts and Three Lions ist eine teilweise Nacherzählung des Holger-Stoffes. Sein Protagonist Holger Carlsen, ein dänischer Widerstandskämpfer, wird in eine allegorische Parallel-Welt versetzt.
- Das Ganggrab Lovby Kirketomt im Ulvedalen (Tal) bei Nørremark bei Horsens in Jütland in Dänemark wird auch Holger Danskes Høj genannt.[2]
- Die Oi!-Band The Old Firm Casuals mit Sänger Lars Frederiksen betitelten ihr 2019 erschienenes Album Holger Danske